# エヴァンゲリオン交響楽
『エヴァンゲリオン交響楽』（エヴァンゲリオンこうきょうがく）は、アニメ『新世紀エヴァンゲリオン』を題材としたオーケストラ・ライブ・アルバム。1997年12月22日にCDが発売。1998年9月9日にVHSとLDで映像版が発売された。発売元はスターチャイルド。

## 概要
『新世紀エヴァンゲリオン劇場版 Air/まごころを、君に』の劇場公開に先立ち、1997年7月6日、7日、8日、9日、14日に渡り、Bunkamuraオーチャードホールにて公演されたコンサート録音・録画を抜粋したもの。内容はオーケストラだけにとどまらず、イギリス人アーティストによるヴォーカル、ラップのほか、アニメ本編に出演した声優によるMCも収録されている。
なお、ディスク2の最終トラックは曲目が記載されていない隠しトラックとなっている。曲名は各サイトにて掲載されているが、サイトによって曲名が異なっている。

## 収録曲
| クラシック曲を除き作曲は鷺巣詩郎。 |                                                                              |           |                |      |
| #                                  | タイトル                                                                     | 作詞      | 作曲           | 時間 |
| 1.                                 | 「ベートーヴェン 交響曲 第九番 ニ短調 作品125 「合唱」より第四楽章（抜粋）」 |           | ベートーヴェン | 8:08 |
| 2.                                 | 「TOKYO-3」(C-7)                                                             |           |                | 3:38 |
| 3.                                 | 「EVA-01」(E-3)                                                              |           |                | 3:41 |
| 4.                                 | 「MC-1」                                                                     |           |                | 4:35 |
| 5.                                 | 「NERV」(A-3)                                                                |           |                | 2:48 |
| 6.                                 | 「DECISIVE BATTLE」(E-1)                                                     |           |                | 2:24 |
| 7.                                 | 「EVA-00」(E-5)                                                              |           |                | 1:45 |
| 8.                                 | 「A STEP FORWARD INTO TERROR」(E-9)                                          |           |                | 2:13 |
| 9.                                 | 「Rei I」(A-1)                                                               |           |                | 3:38 |
| 10.                                | 「RITSUKO」(C-5)                                                             |           |                | 2:10 |
| 11.                                | 「Rei I」(A-1)                                                               |           |                | 3:38 |
| 12.                                | 「MC-2」                                                                     |           |                | 3:21 |
| 13.                                | 「I.SHINJI」(A-6)                                                            |           |                | 7:15 |
| 合計時間:                          | 合計時間:                                                                    | 合計時間: | 49:14          |      |

| クラシック曲及び「FLY ME TO THE MOON」を除き作曲は鷺巣詩郎。 |                                                                                        |             |              |       |
| #                                                            | タイトル                                                                               | 作詞        | 作曲         | 時間  |
| 1.                                                           | 「バッハ 無伴奏チェロ組曲 第一番 ト長調 作品1007より前奏曲」                           |             | バッハ       | 2:50  |
| 2.                                                           | 「バッハ 無伴奏ヴァイオリンのためのパルティータ 第三番 ホ長調 作品1006よりガヴォット」 |             | バッハ       | 3:28  |
| 3.                                                           | 「パッヘルベル 三声のカノンとジーグ ニ長調 弦楽五重奏」                                |             | パッヘルベル | 4:03  |
| 4.                                                           | 「パッヘルベル 三声のカノンとジーグ ニ長調 弦楽五重奏 & RAP」                          |             | パッヘルベル | 5:40  |
| 5.                                                           | 「パッヘルベル 三声のカノンとジーグ ニ長調 オーケストラ」                              |             | パッヘルベル | 6:00  |
| 6.                                                           | 「THANATOS」(E-13)                                                                     |             |              | 4:42  |
| 7.                                                           | 「MC-3」                                                                               |             |              | 3:37  |
| 8.                                                           | 「BORDERLINE CASE」(A-4)                                                               |             |              | 3:29  |
| 9.                                                           | 「MOTHER IS THE FIRST OTHER」(A-10)                                                    |             |              | 2:34  |
| 10.                                                          | 「FLY ME TO THE MOON」                                                                 | Bart Howard | Bart Howard  | 9:52  |
| 11.                                                          | 「MC-4」                                                                               |             |              | 3:57  |
| 12.                                                          | 「ヘンデル オラトリオ「メサイア」より『ハレルヤ』」                                    |             | ヘンデル     | 5:38  |
| 13.                                                          | 「記載なし（アンコール・トラック）」                                                   |             |              | 11:12 |
| 合計時間:                                                    | 合計時間:                                                                              | 合計時間:   | 合計時間:    | 67:02 |

## クレジット
- 音楽監督：鷺巣詩郎
- 指揮：デリック・イノウエ
- 演奏：新日本フィルハーモニー交響楽団
- 監修：庵野秀明

### アーティスト等
合唱
- 東京アカデミッシェカペレ （Disc1・Tr.1-3,13 ／ Disc2・Tr.8,9,12）

ヴォーカル
- キャロル・トンプソン （Disc2・Tr.10）
- LOREN （Disc2・Tr.10）

ラップ
- MALI （Disc2・Tr.4）

ヴァイオリン
- 落合徹也 （Disc1・Tr.1 ／  Disc2・Tr.3,4）
- 川井郁子 （Disc1・Tr.1 ／  Disc2・Tr.2,3,4）
- 高橋直之 （Disc1・Tr.1 ／  Disc2・Tr.3,4）

ヴィオラ
- 大沼幸江 （Disc1・Tr.1 ／  Disc2・Tr.3,4）

チェロ
- 柏木広樹 （Disc1・Tr.1 ／  Disc2・Tr.1,3,4）

ピアノ
- クリヤ・マコト （Disc1・Tr.10 ／  Disc2・Tr.10）
- 北るみこ （Disc1・Tr.9,11,13）

ギター
- マイク・ウィズゴウスキ （Disc1・Tr.10）

司会
- 緒方恵美 （Disc1・Tr.4）
- 三石琴乃 （Disc2・Tr.11）
- 山口由里子 （Disc1・Tr.12 ／  Disc2・Tr.7）
- 林原めぐみ （Disc2・Tr.11）
- 宮村優子 （Disc1・Tr.4 ／ Disc2・Tr.7）
- 長沢美樹 （Disc1・Tr.4,12）